# Helmut Eckstein
Helmut Eckstein (* 23. August 1951) ist ein ehemaliger deutscher Fußballspieler.

## Sportlicher Werdegang
Eckstein begann 1959 mit dem Vereinsfußball beim SC Marktbreit, für den er ab 1968 im Erwachsenenbereich spielte. Mit dem Klub stieg er 1971 in die B- und 1973 in die A-Klasse auf, parallel avancierte der Abwehrspieler zum Auswahlspieler in Unterfranken und später für den Bayerischen Fußball-Verband.
Damit hatte Eckstein auch höherklassig auf sich aufmerksam gemacht, 1973 holte ihn der FV 04 Würzburg in die 1. Amateurliga Bayern. Dort wurde er mit dem Klub in der Spielzeit 1974/75 Vizemeister hinter dem Vorjahresabsteiger SSV Jahn Regensburg, damit qualifizierte er sich mit dem Klub für die Deutsche Amateurmeisterschaft 1975. Gegen den VfR OLI Bürstadt schied er sort jedoch mit der Mannschaft bereits zum Auftakt aus. In der folgenden Spielzeit wurde er mit der Mannschaft erneut Vizemeister, der punktgleiche FC Wacker München verzichtete jedoch aus finanziellen Gründen auf den Aufstieg in die 2. Bundesliga.
Zum Auftakt der Zweitligasaison 1976/77 debütierte Eckstein an der Seite von Friedhelm Groppe, Lothar Emmerich, Wolfgang Eckert, Walter Szaule und Tormann Siegfried Scherzer unter Trauber Herbert Wenz bei der 1:2-Heimniederlage gegen den FC Bayern Hof im Profifußball, bei seinem zweiten Einsatz im folgenden Spiel bei einer 0:4-Niederlage in einem fränkischen Derby gegen den 1. FC Nürnberg sah er die Rote Karte und wurde langfristig gesperrt. Nach seiner Rückkehr auf das Spielfeld Ende Oktober war er wieder Stammspieler und trug in 23 Saisoneinsätzen zum Klassenerhalt auf dem 13. Tabellenplatz bei. Unter dem neuen Trainer Rudolf Kröner rutschte er nach einem durchwachsenen Start in die Folgesaison aus der Mannschaft und kam zeitweise nur als Einwechselspieler zum Einsatz, etablierte sich aber nach der Winterpause in der Startformation und bestritt alle 19 Rückrundenspiele von An- bis Abpfiff über die komplette Spieldauer. In der Spielzeit 1978/79 rutschte der Vorjahreselfte in den Abstiegskampf, Josef Becker übernahm im Saisonverlauf das Traineramt. Unter beiden Übungsleitern war Eckstein bis zum Jahresende 1978 Stammspieler.
Anfang 1979 wechselte Eckstein zum in finanziellen Schwierigkeiten steckenden Herbstmeister Wormatia Worms. Vorstand Winfried Heyn hatte Nettoverträge abgeschlossen und Darlehen aufgenommen, bei denen potenzielle Ablösesummen für einzelne Spieler mehrfach abgetreten wurden, bei denen die Behörden Steuern un Sozialabgaben nachforderten respektive die Darlehensgeber ihre Forderungen gelten machten. Hierzu wurden Werner Seubert, mit 19 Treffern bis zur Winterpause Führender der Torschützenliste, zum FC Wacker Innsbruck, Thomas Zander und Niels Poulsen zum engsten Konkurrenten im Aufstiegsrennen TSV 1860 München sowie Walter Schuberth zu den Houston Hurricanes in die US-amerikanische North American Soccer League transferiert, um Erlöse zu generieren. Neben Eckstein wurden Hans Wulf (Schwarz-Weiss Essen), Günter Gall (Fortuna Köln) und Lothar Wesseler (Fortuna Köln) als Ersatz verpflichtet. Letztlich rutschte der Klub auf den undankbaren dritten Platz ab und verpasste somit auch die Aufstiegsspiele der beiden Staffelzweiten zur Bundesliga. In den beiden folgenden Jahren war er weiterhin Stammspieler, der Klub rutschte jedoch in der Tabelle ab. Trotz Qualifikation für die eingleisige 2. Bundesliga am Ende der Spielzeit 1980/81 verließ er die Wormser nach 79 Zweitligaspielen, in denen er zwei Tore erzielt hatte.
Eckstein kehrte zum SC Marktbreit zurück. Ab 1985 spielte er im unterklassigen Amateurbereich für den FC Ochsenfurt, den er 1987 in Richtung FV Uffenheim verließ. Ab 1989 spielte er erneut eine Saison für den FC Ochsenfurt, beim TSV Frickenhausen stand er danach bis zum 50. Lebensjahr auf dem Platz. Für verschiedene Amateurklubs war er später als Trainer tätig, hauptberuflich war er selbstäöndig als Drucker und Grafiker tätig.